# Attelabus nitens
Attelabus nitens es una especie de coleóptero de la familia Attelabidae.

## Distribución geográfica
Habita en Europa y Asia.